# Björn Andersson (żużlowiec)
Björn Andersson (ur. 3 listopada 1962 w Alingsås) – szwedzki żużlowiec, brat Jana Anderssona, również żużlowca.
Brązowy medalista indywidualnych mistrzostw Szwecji młodzików (1977). Brązowy medalista indywidualnych mistrzostw Szwecji (Mariestad 1983). Złoty medalista mistrzostw Szwecji par klubowych (1983). Trzykrotny medalista drużynowych mistrzostw Szwecji: srebrny (1984) oraz dwukrotnie brązowy (1983, 1985). Brązowy medalista drużynowych mistrzostw Wielkiej Brytanii (1981)
Reprezentant Szwecji na arenie międzynarodowej. Uczestnik finału interkontynentalnego drużynowych mistrzostw świata (Vojens 1982 – IV miejsce). Uczestnik półfinału mistrzostw świata par (Fjelsted 1984 – IV miejsce). Wielokrotny uczestnik eliminacji indywidualnych mistrzostw świata (najlepszy wynik: Fjelsted 1982 – XI miejsce w finale skandynawskim).
W lidze szwedzkiej reprezentował barwy klubu Kaparna Göteborg (1979–1985), natomiast w brytyjskiej – Swindon Robins (1981–1984).